# Karlsruhe
Karlsruhe – miasto na prawach powiatu w południowo-zachodnich Niemczech, w kraju związkowym Badenia-Wirtembergia. Siedziba rejencji Karlsruhe, regionu Mittlerer Oberrhein oraz powiatu Karlsruhe, do którego miasto jednak nie należy. Leży na Nizinie Górnoreńskiej, nad rzekami Ren, Alb i Pfinz, na wysokości 115 m.

## Historia
Nazwa miasta pochodzi od imienia margrabiego Badenii, Karola Wilhelma von Baden-Durlach, który założył je w 1715 w lesie Hardt.
Miasto zostało założone w sposób niezwykle geometryczny w klasycznym układzie gwiaździstym – w centrum wielkiego koła usytuowano środkową wieżę pałacu, która równocześnie była osią widokową dla rozchodzących się promieniście 32 alei – z tego dziewięć stanowiących razem kąt prosty wyznaczyło ulice miasta, a resztę stanowiły aleje parkowe. Koncentryczny układ ulic w centrum miasta zachował się do dzisiaj.
W latach 1724–1918 było miastem rezydencjonalnym władców Badenii, którzy wcześniej mieli siedzibę w pobliskim Durlach. Całkowicie sztuczna lokalizacja miała na początku problemy z przyciągnięciem planowanej liczby osadników, wprowadzono zatem ulgi podatkowe dla nowych mieszkańców. W 1745 Karlsruhe uzyskało prawa miejskie. Do 1945 było stolicą Badenii, następnie znalazło się wraz z jej północną częścią w kraju Wirtembergia-Badenia, zaś w 1952 w Badenii-Wirtembergii.
Po 1801 nastąpiło pierwsze rozszerzenie miasta na południe i wytyczenie nowego rynku. Ekspansja terytorialna Badenii i podniesienie do rangi wielkiego księstwa na początku XIX wieku, a także powstanie od 1844 węzła kolejowego, dały podstawy do szybkiego rozwoju miasta. Zbudowano port rzeczny i pierwszy stały most na Renie. Powstały cztery duże przedmieścia (Oststadt, Südstadt, Südweststadt i Weststadt), a dwa sąsiednie miasta zostały przyłączone odgórną decyzją władz rejencji: Mühlburg na zachodzie w 1885 i Durlach na wschodzie w 1939 r. Po reformie administracyjnej w 1972 wchłonięte zostało także miasto Grötzingen. Silny rozwój zabudowy wymusił w 1913 przebudowę linii kolejowych i przeniesienie dworca o około 2 km na południe.
Już w XIX wieku Karlsruhe było znaczącym w Europie ośrodkiem naukowym, swoje pionierskie badania nad falami elektromagnetycznymi prowadził tu Heinrich Hertz. Znany jest też wynalazca prymitywnego roweru oraz drezyny kolejowej Karl Drais Freiherr von Sauerbronn. W 1860 w mieście odbył się zjazd chemików, który na wniosek Stanislao Cannizzaro zatwierdził definicję molekuły.
Na początku XIX w. w Karlsruhe zebrał się pierwszy współczesny parlament w Niemczech. Wiosna Ludów w 1848 i rewolucja w 1918 r. miały w samym mieście stosunkowo łagodny przebieg.
W 1916 r. w mieście nastąpił pierwszy w historii nalot bombowy na cele wyłącznie cywilne – francuskie samoloty zaatakowały miasto w odwecie za wcześniejszy nalot na zakłady w Bar-le-Duc. Głównym celem był m.in. namiot cyrkowy przy jednej z głównych ulic – Ettlinger Straße. W wyniku bombardowania oraz paniki zginęło 85 dzieci i 34 dorosłych, a 169 osób odniosło rany.
Po I wojnie światowej, na skutek utraty Alzacji przez Niemcy, miasto podupadło gospodarczo. W II wojnie światowej miasto zostało silnie zniszczone przez nocne bombardowania alianckie, ze względu na charakterystyczny rzut stanowiło łatwy cel i punkt orientacyjny dla lotnictwa. Szczególnie ucierpiało zabytkowe centrum miasta.
Po wojnie miasto znalazło się w amerykańskiej strefie okupacyjnej. Szybko przystąpiono do odbudowy. Nastąpił znaczny rozwój gospodarczy miasta. Powojenny przyrost liczby mieszkańców wynosi około 100 tys. i jest związany także z napływem przesiedleńców, głównie ze Śląska. Powstały dzielnice Waldstadt i Oberreut. Do 1995 w mieście znajdował się duży garnizon amerykański z lotniskiem wojskowym. Dawne osiedle amerykańskie przekształcono następnie w dzielnicę Nordstadt.
W latach 70. XX wieku miastem wstrząsnęły akcje terrorystyczne Rote Armee Fraktion. W 1980 w Centrum Kongresowym w Karlsruhe odbył się kongres założycielski partii Die Grünen. W 2002 roku miasto wydało ograniczony terytorialnie zakaz pobytu punków, za co władze miasta przeprosiły.

## Podział administracyjny
Karlsruhe składa się z 27 dzielnic (Stadtteile), które z kolei dzielą się na osiedla. Niektóre z dzielnic mają własne samorządy (Ortschaftsrat).

## Gospodarka
Miasto jest dużym ośrodkiem przemysłowym. Zlokalizowany jest tu przemysł maszynowy, metalowy, środków transportu (Michelin), precyzyjny (PhysikInstrumente – producent urządzeń pomiarowych), elektrotechniczny i elektroniczny (Siemens AG, Robert Bosch GmbH), chemiczny (L’Oréal), farmaceutyczny (Pfizer), poligraficzny, odzieżowy i spożywczy. W ostatnich latach następuje rozwój przedsiębiorstw informatycznych (Web.de, Schlund+Partner, Nero AG). Znajduje się tutaj rafineria ropy naftowej MiRO (rurociągi Genua – Karlsruhe i Ingolstadt – Karlsruhe).
W Karlsruhe siedzibę ma kilkanaście banków i towarzystw ubezpieczeniowych. Miasto ma centrum kongresowe i tereny targowe.

## Transport

### Drogi
Na południowy wschód od centrum znajduje się trójkąt autostrad A5 (Frankfurt nad Menem – Bazylea) i A8 (Karlsruhe – Stuttgart – Monachium). Na południe od centrum miasta przebiega droga szybkiego ruchu, tzw. „południowa styczna” (Südtangente), łącząca trójkąt autostrad z zaczynającymi się na zachód od Renu autostradami A65 do Ludwigshafen am Rhein oraz A35 do Strasburga i Paryża. Na Südtangente leży najdalej w górę rzeki położony całości w Niemczech most na Renie (Rheinbrücke Maxau).

### Kolej
Karlsruhe to duży węzeł kolejowy z dworcem towarowym, zbiegają się tu linie z Heidelbergu do Bazylei (pierwsza kolej badeńska), linia bezpośrednia z Mannheim i przez Forchheim do Rastatt (tzw. kolej strategiczna), linia do Stuttgartu przez Pforzheim doliną Pfinzu, linia do Heilbronnu przez Bretten i do Landau in der Pfalz.
Dworzec Karlsruhe Hauptbahnhof ma 14 peronowych torów przelotowych i 1 czołowy. 

### Żegluga śródlądowa
Karlsruhe jest ważnym portem śródlądowym, czwartym co do wielkości w Niemczech (przeładunek 10,3 mln t – 1988). Ma port naftowy z jednym basenem i uniwersalny port drobnicowo-masowy z pięcioma basenami. W okresie letnim po Renie kursuje statek wycieczkowy Karlsruhe.

### Publiczny transport zbiorowy
W Karlsruhe ma swoje centrum rozwinięta i pierwsza na świecie sieć dwusystemowego tramwaju regionalnego Albtal-Verkehrs-Gesellschaft (AVG) z liniami m.in. do Pforzheim, Baden-Baden, Freudenstadt i Heilbronn. Tramwaj dwusystemowy ma siedem linii, ponadto Albtalbahn jest koleją zelektryfikowaną w systemie tramwajowym. Deutsche Bahn obsługuje jedną linię klasycznej S-Bahn do Heidelbergu i Spiry.
Od 1877 r. w Karlsruhe jeżdżą tramwaje, od 1901 elektryczne. Po wojnie uniknięto zamykania linii, co praktykowano w wielu niemieckich miastach. Obecnie miasto ma siedem linii tramwajów miejskich (1-6 i 8) i dziewięć linii podmiejskich (S1, S11, S2, S3, S31, S32, S4, S41, S5), obsługiwanych przez Verkehrsbetriebe Karlsruhe. Od 12.12.2021 został otwarty w Karlsruhe tunel łączący północną część miasta z południową oraz wschodnią z zachodnią. Jednocześnie główna ulica ze sklepami w centrum miasta (Kaiserstraße) została całkowicie wyłączona z transportu publicznego. 
Rola autobusów w mieście sprowadza się do dowozów w obrębie dzielnic do linii bardzo rozbudowanej sieci tramwajowej.
Transport miejski w Karlsruhe koordynowany jest przez Karlsruher Verkehrsverbund (KVV), czyli stowarzyszenie jednostek administracji publicznej zamawiających usługi przewozowe oraz wykonujących je przewoźników.

## Polityka i kultura

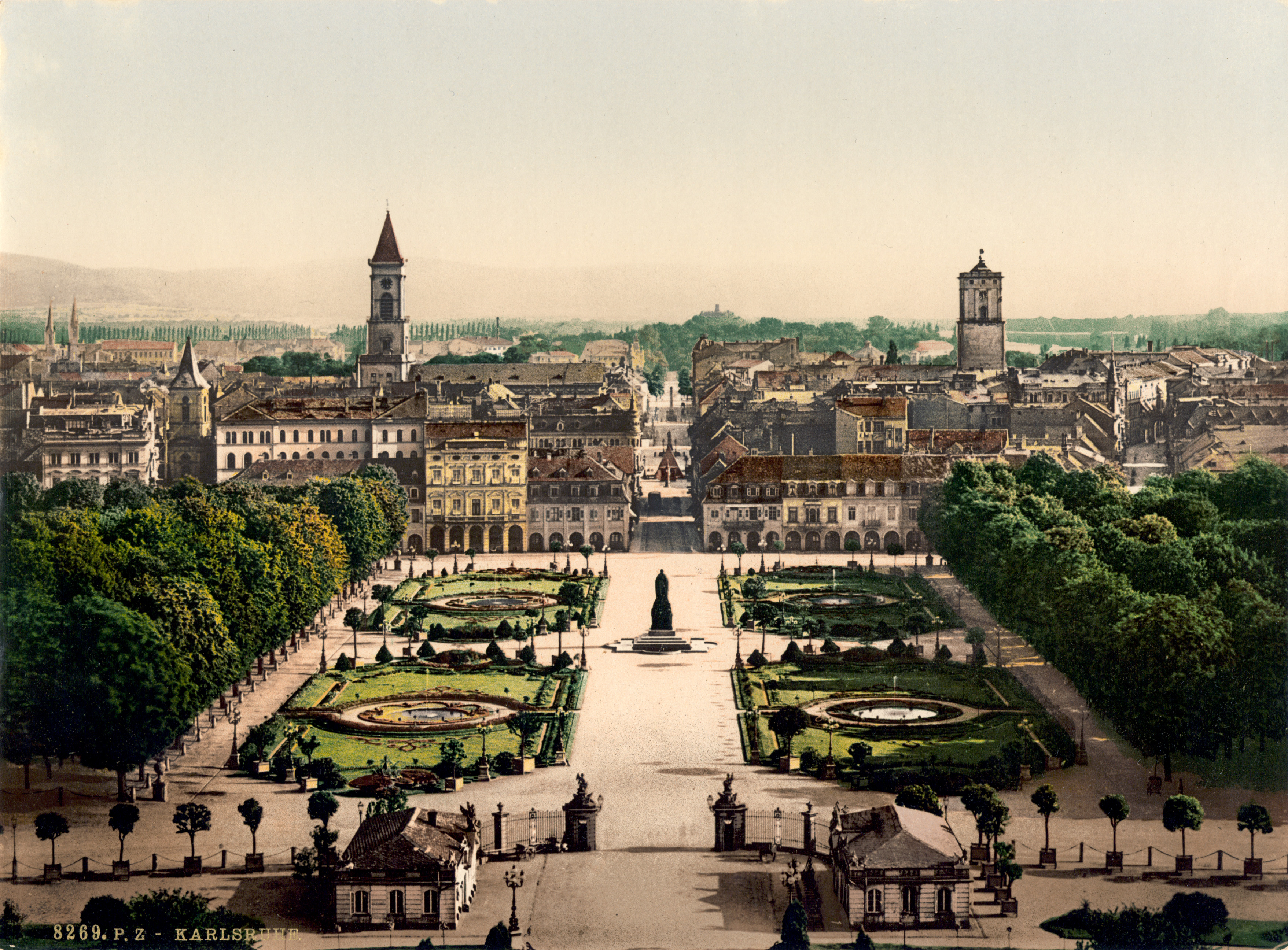
Karlsruhe około 1900 r.

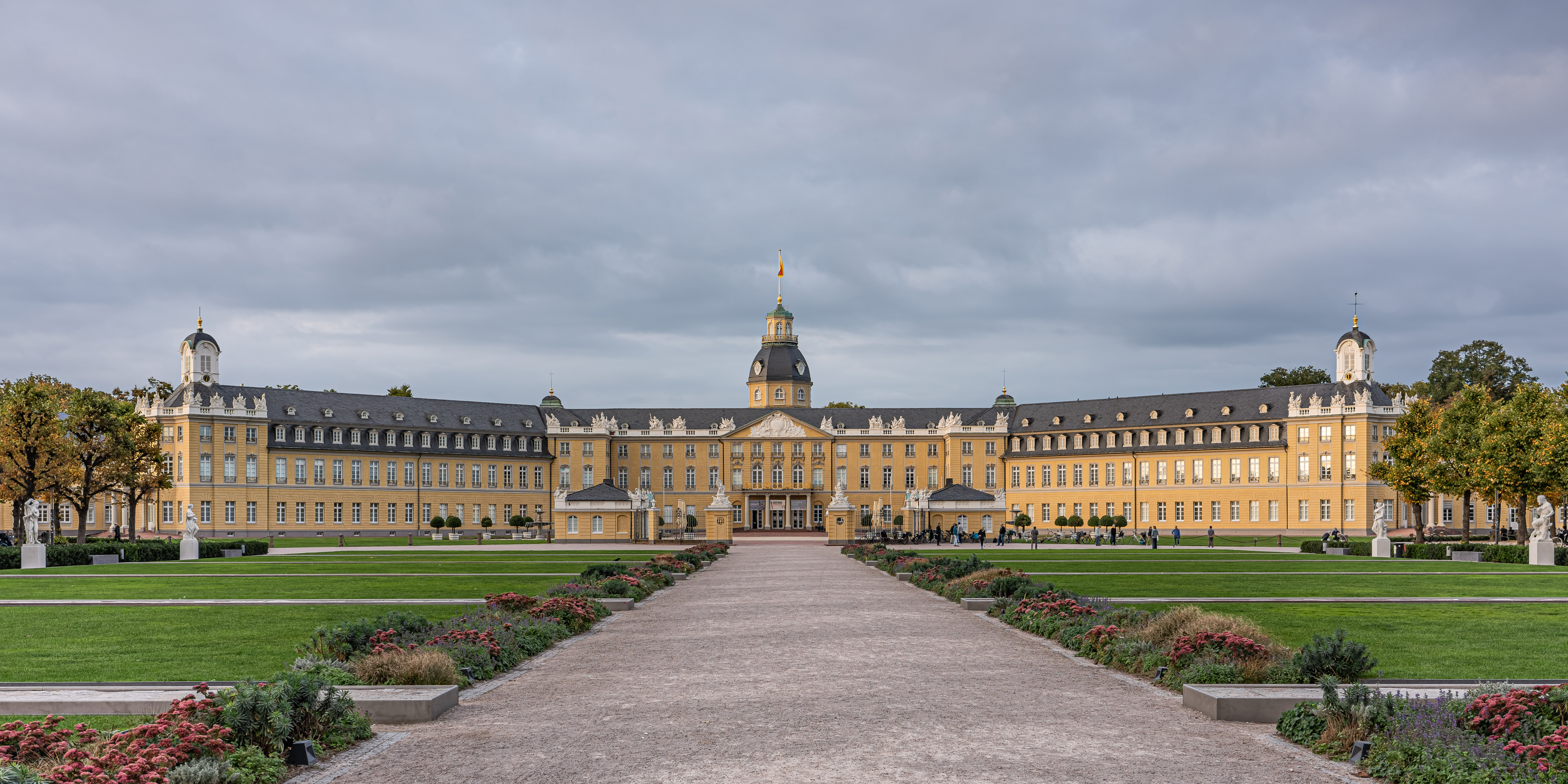
Pałac w Karlsruhe

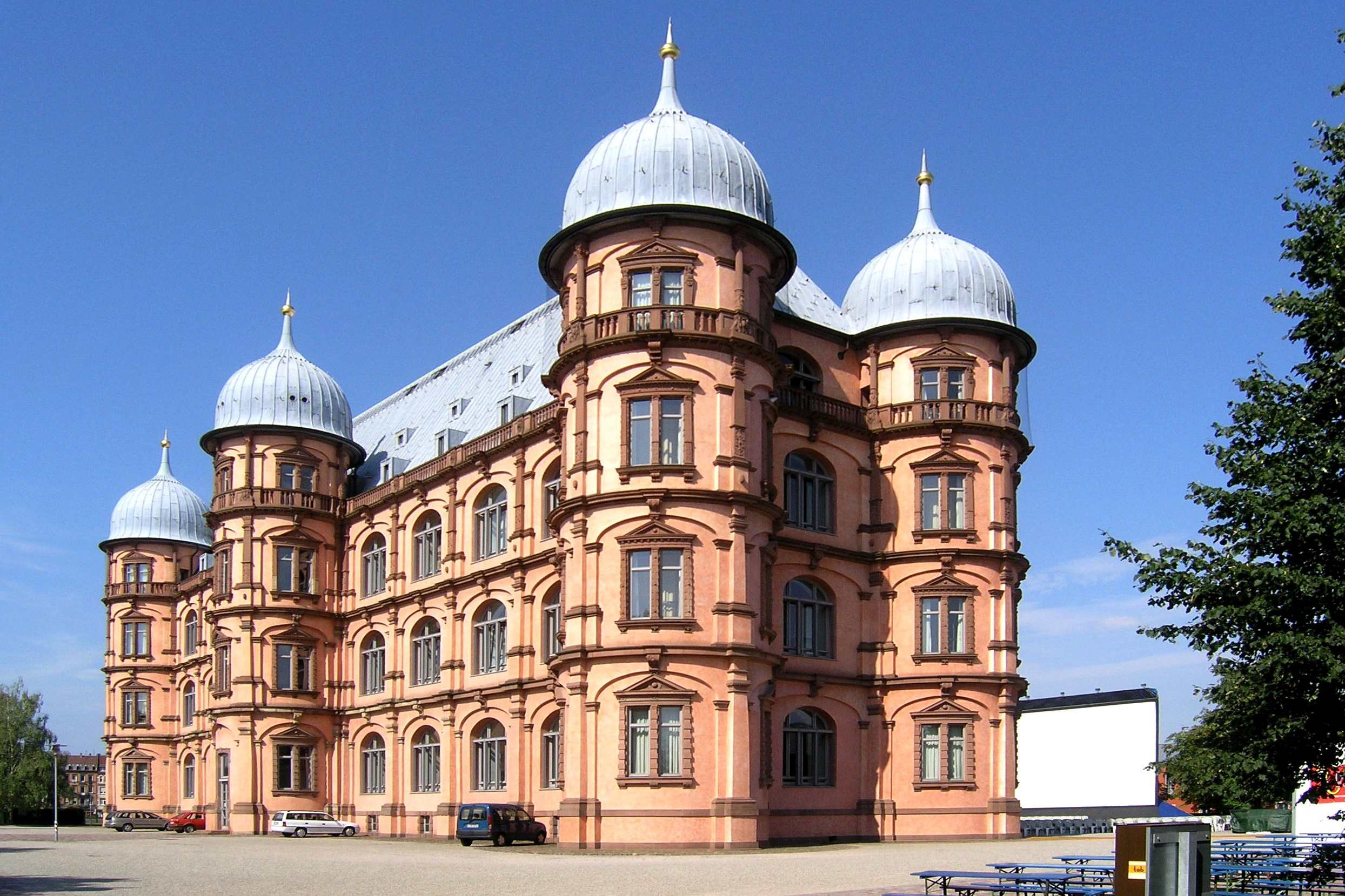
Pałac Gottesaue

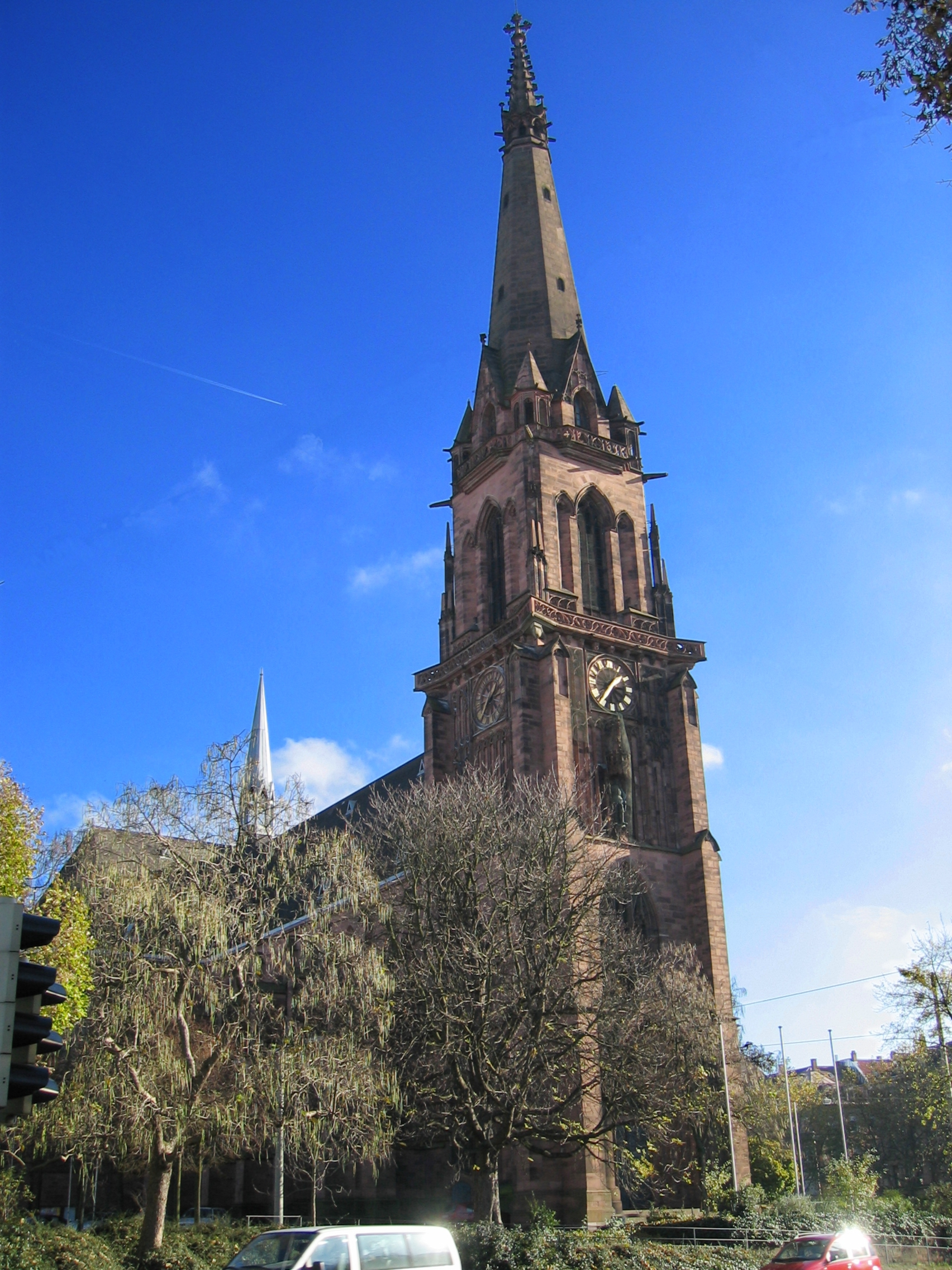
Kościół św. Bernarda w Karlsruhe

Karlsruhe stanowi siedzibę niektórych centralnych organów politycznych Niemiec, w tym Sądu Najwyższego (Bundesgerichtshof) i Federalnego Trybunału Konstytucyjnego (Bundesverfassungsgericht,). Stanowi stolicę rejencji Karlsruhe. W mieście znajdują się również centrale kilku przedsiębiorstw przemysłowo-handlowych i banków. Miasto jest również ośrodkiem turystycznym. Znajdują się tutaj muzea, teatry, oraz ogrody: botaniczny i zoologiczny. Biblioteki: miejska i krajowa o rozbudowanym księgozbiorze (m.in. rękopis Pieśni o Nibelungach z XIII wieku pochodzący z Donaueschingen). Duży zespół parkowo-leśny na północy miasta.

## Oświata i nauka
W Karlsruhe mają siedzibę uczelnie:
- Karlsruher Institut für Technologie – uniwersytet (założony w 1825 r.) – najstarsza niemiecka uczelnia o profilu technicznym, przekształcona niedawno poprzez asymilację ośrodków badawczych
- Hochschule Karlsruhe – Technik und Wirtschaft – uczelnia techniczna założona 1878 r.
- Pädagogische Hochschule Karlsruhe(inne języki) – uczelnia pedagogiczna; wspólny kampus z Hochschule Karlsruhe – Technik und Wirtschaft
- Staatliche Akademie der Bildenden Künste Karlsruhe(inne języki) – akademia sztuk pięknych (założona w 1854 r.)
- Staatliche Hochschule für Gestaltung Karlsruhe(inne języki) – Wyższa Szkoła Projektowania (założona w 1992 r.)
- Hochschule für Musik Karlsruhe(inne języki) – uczelnia muzyczna w zamku Gottesaue
- Duale Hochschule Baden-Württemberg Karlsruhe(inne języki) (założona w 1979 r.)

Do lat 90. XX w. w Karlsruhe znajdował się niemiecki ośrodek badań nad energią jądrową. W mieście mają siedzibę liczne placówki naukowo-badawcze, np. Towarzystwo Fraunhofera, Bundesforschungsinstitut für Ernährung und Lebensmittel (Federalny Urząd do Spraw Żywności i Artykułów Spożywczych).

### Węzeł Wiedzy i Innowacji EIT
Karlsruhe jest jednym z centrów Węzła Wiedzy i Innowacji (Sustainable Energy) Europejskiego Instytutu Technologicznego. W projekcie uczestniczą też uczelnie i przedsiębiorstwa z Hiszpanii, Holandii, Francji, Polski (polskim koordynatorem projektu jest krakowska AGH) i Szwecji. Udział w projekcie pozwala na tworzenie zupełnie nowych technologii i ich transfer do biznesu na ogromną skalę. Na badania wykorzystywane w biznesie przypadnie 120 mln euro rocznie.
Centra Węzła Wiedzy i Innowacji – KIC Inno Energy:
CC Germany: Karlsruhe, CC Alps Valleys: Grenoble, CC Benelux: Eindhoven/Leuven, CC Iberia: Barcelona, CC PolandPlus: Kraków, CC Sweden: Sztokholm

## Zabytki
- renesansowy pałac Gottesaue – 1558, obecnie Hochschule für Musik Karlsruhe(inne języki)
- pałac Augustenburg w Grötzingen
- barokowy pałac Karlsburg w Durlach – na zrębie gotyckim, 1701, D. E. Rossi
- barokowy pałacyk w bażantarni z dwoma chińskimi pawilonami herbacianymi, obecnie Szkoła Leśnictwa (Forstschule)
- barokowe założenie parkowo-urbanistyczne z promieniście rozchodzącymi się od pałacu ulicami, których połowa przebiega przez zabudowę miejską, a połowa przez park i bażantarnię, a dalej przez las
- późnobarokowy pałac Karlsruhe – 1752–1785, m.in. Balthasar Neumann i Jeremias Müller, zniszczony w 1944, odbudowany na Badeńskie Muzeum Krajowe; wieża zamku stanowi centralny element przestrzenny miasta
- tzw. Mały Kościół – barokowy, ewangelicki, 1773–1776, Jeremias Müller
- klasycystyczne założenie urbanistyczne Rynku i Via Triumphalis z pomnikami i fontannami, w tym piramidą grobową Karola Wilhelma – 1801–1825, Friedrich Weinbrenner
- kościół miejski – ewangelicki, 1807–1816, Friedrich Weinbrenner, zniszczony w 1944, odbudowany przez Horsta Lindego, obecnie kościół biskupi, wieża wysokości 61,70 m
- kościół św. Stefana (St. Stefan) – katolicki, 1808–1814, Friedrich Weinbrenner
- ratusz – 1821–1825, Friedrich Weinbrenner
- mennica – 1826–1827, Friedrich Weinbrenner
- dawna kaplica cmentarna przy Kapellenstraße
- gmach Wyższej Szkoły Technicznej – 1836, Heinrich Hübsch
- neogotycka kaplica grobowa książąt Badenii – 1896, Franz Baer i Hermann Hemmberger
- neogotycki Kościół Chrystusa Króla – ewangelicki, 1896–1900, Robert Curjel(inne języki) i Karl Moser
- neogotycki Kościół św. Bernarda – katolicki, 1896–1901, M. Meckel
- secesyjny zespół budynków mieszkalnych przy ulicy Baischstraße, Hermann Billing(inne języki)
- osiedle Dammerstock – 1927, modernistyczne budynki m.in. Waltera Gropiusa, Ottona Hässlera i innych przedstawicieli Werkbundu
- Schwarzwaldhalle(inne języki) – 1953, Erich Schelling(inne języki)
- eksperymentalna elektrownia uniwersytetu – 1954, Egon Eiermann
- zespół pawilonów Federalnego Trybunału Konstytucyjnego (Bundesverfassungsgericht) – 1965–1970, Paul Baumgarten
- postmodernistyczna Badeńska Biblioteka Krajowa (Badische Landesbibliothek(inne języki)) – 1984, Oswald M. Ungers
- Zentrum für Kunst und Medien(inne języki) (ZKM, Centrum Kultury i Technologii Medialnej) – dawna fabryka amunicji przebudowana w latach 1994–1997 na miejską galerię sztuki ze Staatliche Hochschule für Gestaltung.

## Sport
W mieście działają m.in. kluby piłkarskie Karlsruher SC (KSC) (rozgrywa mecze na obiekcie Wildparkstadion) i KFC oraz klub wioślarski Rheinbrüder.

## Osoby
Urodzone w Karlsruhe
- Fryderyk I von Baden – książę Badenii
- Karol Fryderyk von Baden – książę Badenii
- Karol Ludwik Badeński – książę Badenii
- Karol Wilhelm von Baden-Durlach – założyciel miasta, książę Badenii
- Carl Benz – jeden z twórców samochodu
- Oliver Bierhoff – piłkarz
- Karl Drais – wynalazca roweru i drezyny
- Hans Frank – polityk nazistowski
- Friedrich Hund – fizyk niemiecki
- Oliver Kahn – piłkarz
- Johann Gottfried Tulla – inżynier, projektant regulacji Renu
- Friedrich Weinbrenner – architekt i urbanista
- Andreas Andi Deris – wokalista
- Sebastian Ströbel - aktor

Związane z miastem
- Johannes Brahms – kompozytor
- Luigi Colani – projektant form przemysłowych
- Egon Eiermann – architekt
- Hermann Göring – polityk nazistowski
- Fritz Haber – chemik
- Heinrich Hertz – fizyk
- Günther Klotz(inne języki) – polityk SPD, burmistrz w latach 60.
- Horst Linde – architekt
- Erich Schelling(inne języki) – architekt
- Max von Stephanitz – kynolog, twórca rasy owczarek niemiecki
- Oswald Mathias Ungers – architekt

## Współpraca
Miejscowości partnerskie:
- Halle (Saale), Saksonia-Anhalt
- Krasnodar, Rosja
- Nancy, Francja
- Nottingham, Wielka Brytania
- Timișoara, Rumunia
- Winnica, Ukraina